# Scoposcartula basimacula
Scoposcartula basimacula är en insektsart som beskrevs av Walker 1851. Scoposcartula basimacula ingår i släktet Scoposcartula och familjen dvärgstritar. Inga underarter finns listade i Catalogue of Life.